# Zonsverduistering van 14 januari 1926

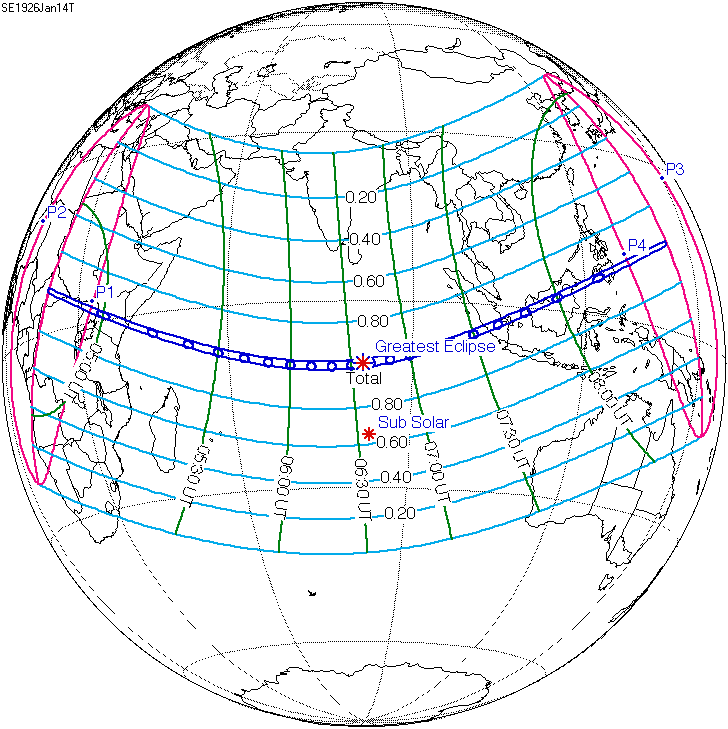
De zonsverduistering was te zien tussen de blauwe lijnen.

De totale zonsverduistering van 14 januari 1926 trok veel over zee, maar was achtereenvolgens te zien op of in deze tien (ei)landen: Centraal Afrikaanse Republiek, Democratische Republiek Congo, Zuid-Soedan, Oeganda, Kenia, Somalië, Seychellen, Indonesië, Maleisië en Filipijnen.

## Lengte

### Maximum
Het punt met maximale totaliteit lag op zee ver van enig land op coördinatenpunt 10.143° Zuid / 82.2739° Oost en duurde 4m10,7s.

### Limieten
| Fenomeen                    | Code | Tijdstip UTC  |
| --------------------------- | ---- | ------------- |
| Eerste contact bijschaduw   | P1   | 03:58:41.7 UT |
| Eerste contact kernschaduw  | U1   | 04:54:30.9 UT |
| Kernschaduw compleet vanaf  | U2   | 04:55:54.3 UT |
| Bijschaduw compleet vanaf   | P2   | 05:53:35.5 UT |
| Maximum eclips              | GE   | 06:36:33.6 UT |
| Bijschaduw compleet t/m     | P3   | 07:19:29.7 UT |
| Kernschaduw compleet t/m    | U3   | 08:17:10.7 UT |
| Laatste contact kernschaduw | U4   | 08:18:36.0 UT |
| Laatste contact bijschaduw  | P4   | 09:14:23.1 UT |